# 2000 w literaturze
Wydarzenia literackie w 2000 roku.

## Wydarzenia

### Międzynarodowe
- 4 czerwca – z Lizbony wyruszył pociąg „Literatura – express Europa 2000” pod patronatem Rady Europy i UNESCO. Wiózł 105 pisarzy z 43 krajów, Polskę reprezentują Jacek Podsiadło i Tomasz Różycki. Stacją końcową będzie 14 lipca Berlin.

### Niemcy
- 16 października – we Frankfurcie rozpoczynają się LII Targi Książki, na których Polska jest gościem honorowym.

### Polska
- 5 stycznia – Sejm ustanowił rok 2000 rokiem Reymontowskim na cześć 75 rocznicy śmierci pisarza.
- 18 maja – 22 maja – w Warszawie odbyły się 45. Międzynarodowe Targi Książki.
- 30 sierpnia – w internecie pojawiła się pierwsza polska powieść współczesna w postaci e-booka: Dom dzienny, dom nocny Olgi Tokarczuk (udostępniona na stronie wydawnictwa Świat Książki).
- 14 września – 19 września – w Warszawie odbyły się XI Krajowe Targi Książki.
- 19 października – 26 października – III Dni Książki Żydowskiej w Warszawie.
- 10 listopada – 13 listopada – II Spotkania Poetów w Krakowie, gospodarzami są Wisława Szymborska i Czesław Miłosz.
- 16 listopada – 19 listopada – „Zapowiadający Się” – festiwal literacki pod patronatem Stanisława Czycza w Krakowie.
- 28 listopada – ZAiKS-owi wygasa licencja na polskie adaptacje sceniczne książek A.A. Milne’a.
- 2 grudnia – 3 grudnia – Herbertiada w Kołobrzegu (I Ogólnopolskie Spotkanie z Twórczością Zbigniewa Herberta).

### Stany Zjednoczone
- 14 marca – Stephen King sprzedaje swoją pierwszą książkę w internecie pod postacią e-booka, Ridding the Bullet po cenie 2,5 dolara.

## Proza beletrystyczna i literatura faktu

### Język polski

#### Pierwsze wydania
- Jarosław Abramow-Newerly – Nawiało nam burzę (Twój Styl)[1]
- Jacek Dukaj – W kraju niewiernych (superNowa)[2]
- Marek Gajdziński – Droga do Indii (Wydawnictwo Zielona Sowa; Studium Literacko-Artystyczne)[3]
- Roman Giertych – Lot Orła (Fundacja „Nasza Przyszłość”)
- Henryk Grynberg – Memorbuch (W.A.B)
- Zbigniew Herbert – Labirynt nad morzem (Fundacja Zeszytów Literackich)
- Gustaw Herling-Grudziński
  - Podzwonne dla dzwonnika (Czytelnik)
  - Dziennik pisany nocą 1997–1999 (Czytelnik)
  - Najkrótszy przewodnik po samym sobie (Wydawnictwo Literackie)
- Tomasz Jurasz – Karoca (Znak)
- Włodzimierz Kowalewski – Bóg zapłacz! (W.A.B)
- Stanisław Lem
  - Okamgnienie (Wydawnictwo Literackie)
  - Przekładaniec (Wydawnictwo Literackie)
- Artur Daniel Liskowacki – Eine kleine. Quasi una allemanda (Wydawnictwo 13 Muz)
- Sławomir Mrożek – Dziennik powrotu (Noir sur Blanc)
- Marek Nowakowski – Trzy teksty o Czeczenii (Polska Agencja Informacyjna)
- Marian Pankowski – Z Auszwicu do Belsen (Czytelnik)
- Jerzy Pilch – Pod Mocnym Aniołem (Wydawnictwo Literackie)
- Anna Podczaszy – Dance. (Biuro Literackie Port Legnica, Legnica)
- Marta Podgórnik – Paradiso (Biuro Literackie Port Legnica, Legnica)
- Janusz Rudnicki – Męka kartoflana (Wydawnictwo Dolnośląskie)
- Ryszard Sadaj – Ławka pod kasztanem (Znak)
- Hanna Samson – Pułapka na motyla
- Andrzej Sapkowski – Coś się kończy, coś się zaczyna (SuperNowa)
- Piotr Siemion – Niskie Łąki (W.A.B)
- Ewa Sonnenberg – Smycz (Astrum)
- Andrzej Sosnowski – Zoom (Zielona Sowa)
- Dariusz Suska – Wszyscy nasi drodzy zakopani (Lampa i Iskra Boża oraz Wydawnictwo Czarne)
- Piotr Szewc – Zmierzchy i poranki (Wydawnictwo Literackie)
- Eugeniusz Tkaczyszyn-Dycki – Przewodnik dla bezdomnych niezależnie od miejsca zamieszkania (Port Legnica, Legnica)
- Bohdan Zadura – Kaszel w lipcu (Wydawnictwo Pomona)

#### Tłumaczenia
- Mitch Albom – Niezapomniana lekcja życia: wtorki z Morriem, przeł. Piotr Szymor (Świat Książki)
- Juan Eduardo Cirlot – Słownik symboli (Diccionario de símbolos), przeł. Ireneusz Kania (Znak)
- Bohumil Hrabal – Rozpirzony bęben: opowieści wybrane (Prokopnutý buben)
- MacGregor Mathers, Aleister Crowley – Goecja wg Aleistera Crowleya (The Goetia: The Lesser Key of Solomon the King) Wydawnictwo FOX
- Isaac Bashevis Singer – Cienie nad rzeką Hudson (Shadows on the Hudson)

### Pozostałe języki
- Majgull Axelsson – Dom Augusty (Slumpvandring)[4]
- Umberto Eco – Baudolino
- Mario Puzo – Omerta (Omertà)
- Anne Rice – Merrick (Merrick)
- Zadie Smith – Białe zęby (White Teeth)
- Miklós Vámos – Księga ojców (Apák könyve)
- Jani Virk – Śmiech za drewnianą przegrodą (Smeh za leseno pregrado)
- Ai Yazawa – Paradise Kiss (パラダイス・キス) – Tom 1

## Wywiady

### Język polski

#### Pierwsze wydania
- Tomasz Fiałkowski, Stanisław Lem – Świat na krawędzi (Wydawnictwo Literackie)

## Dzienniki, autobiografie, pamiętniki

### Język polski

#### Pierwsze wydania
- Jarosław Abramow-Newerly – Lwy mojego podwórka (Twój Styl)[5]

## Eseje, szkice i felietony

### Język polski

#### Pierwsze wydania
- Jurij Andruchowycz, Andrzej Stasiuk, Moja Europa. Dwa eseje o Europie zwanej Środkową (Wydawnictwo Czarne)
- Tadeusz Sobolewski – Dziecko Peerelu. Esej. Dziennik (Sic!)

## Dramaty

### Język polski

#### Pierwsze wydania
- Sławomir Mrożek
  - Wielebni
  - Piękny widok
- Wiesław Myśliwski – Requiem dla gospodyni

### Pozostałe języki
- Yasmina Reza – Życie. Trzy wersje (Trois versions de la vie)

## Poezja

### Język polski

#### Pierwsze wydania
- Antologia nowej poezji polskiej 1997–1999. Oprac. Roman Honet, Mariusz Czyżowski (Zielona Sowa, Kraków)
- Wojciech Bonowicz – Hurtownia ran
- Leszek Engelking – I inne wiersze (Miniatura, Kraków)
- Julia Fiedorczuk – Listopad nad Narwią
- Henryk Grynberg – Z Księgi Rodzaju
- Anna Janko – Świetlisty cudzoziemiec (Prószyński i S-ka, Warszawa)
- Jerzy Jarniewicz –Niepoznaki (Legnica)
- Jerzy Kronhold – Wiek brązu
- Czesław Miłosz – To (Znak, Kraków)
- Andrzej Sosnowski – Zoom (Zielona Sowa)
- Jerzy Szymik – Śmiech i płacz
- Wojciech Wencel – Oda chorej duszy (Fundacja „brulionu”)

### Pozostałe języki
- Thom Gunn – Collected Poems (Wiersze zebrane)
- Craig Raine – A la Recherche du Temps Perdu

## Prace naukowe i biografie

### Język polski

#### Pierwsze wydania
- Agata Bielik-Robson – Inna nowoczesność. Pytania o współczesną formułę duchowości (Universitas
- Kinga Dunin – Karoca z dyni (Sic!, Warszawa)
- Grzegorz Gazda – Słownik europejskich kierunków i grup literackich XX wieku (PWN)
- Grzegorz Grochowski – Tekstowe hybrydy : literackość i jej pogranicza (Wydawnictwo Funna)[6]
- Jerzy Jedlicki – Świat zwyrodniały. Lęki i wyroki krytyków nowoczesności (Sic!)
- Antoni Jozafat Nowak
  - Symbol, znak, sygnał
  - Identyfikacja postaw
- Monika Sznajderman – Błazen. Maski i metafory (Wydawnictwo słowo/obraz terytoria, Gdańsk)
- Jerzy Szymik – O cudzie Wcielenia czyli o tym, że Bogu i człowiekowi cudownie jest być razem

### Pozostałe języki
- Bellarmino Bagatti
  - Ancient Christian Villages of Samaria
  - Ancient Christian Villages of Galilee

## Zmarli
- 2 stycznia – Patrick O’Brian, brytyjski pisarz i tłumacz (ur. 1914)
- 12 stycznia – Bolesław Fac, poeta, prozaik, publicysta i tłumacz (ur. 1929)
- 15 stycznia  – Ewa Fiszer, polska poetka (ur. 1926)
- 20 stycznia – Sławko Janewski, macedoński pisarz, poeta i eseista (ur. 1920)
- 23 stycznia – Egon Naganowski, polski krytyk literacki, eseista, tłumacz (ur. 1913)
- 26 stycznia – A.E. van Vogt, kanadyjski pisarz science fiction (ur. 1912)
- 28 stycznia – Lauris Edmond, nowozelandzka pisarka (ur. 1924)
- 2 lutego – Jacek Janczarski, polski pisarz, dramaturg, satyryk (ur. 1945)
- 5 lutego – Göran Tunström, szwedzki pisarz i poeta (ur. 1937)
- 12 lutego – Charles Schulz, amerykański autor komiksów (ur. 1922)
- 21 lutego
  - Halina Auderska, polska pisarka (ur. 1904)
  - Maria Żmigrodzka, polska krytyczka i historyczka literatury (ur. 1922)
- 11 marca – Kazimierz Brandys, polski pisarz (ur. 1916)
- 16 marca – Pawieł Prudnikau, białoruski i radziecki poeta i pisarz (ur. 1911)
- 28 marca – Anthony Powell, brytyjski pisarz (ur. 1905)
- 13 kwietnia – Giorgio Bassani, włoski pisarz (ur. 1918)
- 15 kwietnia  – Edward Gorey, amerykański pisarz i ilustrator (ur. 1925)
- 21 kwietnia – Al Purdy, kanadyjski poeta (ur. 1916)
- 28 kwietnia – Penelope Fitzgerald, brytyjska pisarka (ur. 1916)
- 16 maja – Andrzej Szczypiorski, polski prozaik i publicysta (ur. 1928)
- 21 maja – Barbara Cartland, pisarka romansów (ur. 1901)
- 22 maja – Krzysztof Boruń, polski pisarz science fiction (ur. 1923)
- 9 czerwca – Ernst Jandl, austriacki poeta i pisarz (ur. 1925)
- 28 czerwca – Józef Tischner, polski ksiądz filozof i pisarz (ur. 1931)
- 4 lipca – Gustaw Herling-Grudziński, polski pisarz (ur. 1919)
- 7 lipca – Ruth Werner, niemiecka pisarka (ur. 1907)
- 23 lipca – Carmen Martín Gaite, hiszpańska pisarka, jedna z wybitniejszych postaci literatury hiszpańskiej XX wieku (ur. 1925)
- 26 sierpnia – Wojciech Żukrowski, polski pisarz (ur. 1916)
- 27 sierpnia – Zofia Kierszys, polska tłumaczka (ur. 1921)
- 2 września – Curt Siodmak, amerykański pisarz i scenarzysta (ur. 1902)
- 14 września
  - Mieczysław Bibrowski, polski dziennikarz, poeta i tłumacz (ur. 1908)
  - Jerzy Giedroyc, redaktor paryskiej „Kultury” (ur. 1906)
- 22 września – Jehuda Amichaj, izraelski poeta (ur. 1924)
- 25 września
  - Heberto Padilla, kubański poeta i pisarz (ur. 1932)
  - Ronald Stuart Thomas, walijski poeta (ur. 1913)
- 2 listopada – Robert Cormier, amerykański pisarz (ur. 1925)
- 5 listopada – Roger Peyrefitte, francuski pisarz (ur. 1907)
- 6 listopada
  - L. Sprague de Camp, amerykański pisarz science fiction i fantasy (ur. 1907)
  - Tymon Terlecki, polski eseista, historyk literatury, krytyk, teatrolog, tłumacz (ur. 1905)
- 7 listopada – Ján Ondruš, słowacki poeta (ur. 1932)
- 9 listopada – Zygmunt Zeydler-Zborowski, polski autor kryminałów (ur. 1911)
- 28 listopada – Malcolm Bradbury, angielski powieściopisarz, krytyk literacki i teoretyk literatury (ur. 1932)
- 3 grudnia – Gwendolyn Brooks, amerykańska poetka (ur. 1917)
- 4 grudnia – Hans Carl Artmann, austriacki poeta (ur. 1921)
- 7 grudnia – Vlado Gotovac, chorwacki poeta, eseista, krytyk literacki (ur. 1930)

## Nagrody
- International IMPAC Dublin Literary Award – Nicola Barker za Wide Open
- Nagroda Bookera – Margaret Atwood za powieść Ślepy zabójca
- Nagroda Cervantesa – Francisco Umbral
- Nagroda Goncourtów – Jean-Jacques Schuhl za Ingrid Caven
- Nagroda Kościelskich – Michał Paweł Markowski, Wojciech Wencel
- Nagroda Nike – Tadeusz Różewicz, Matka odchodzi
- Nagroda Nobla – Gao Xingjian
- Nagroda im. Hansa Christiana Andersena dla pisarzy – Ana Maria Machado
- Prix Femina – Camille Laurens za Dans ces bras-là
- Prix Femina Étranger – Jamaica Kincaid za Mon Frère
- 4 stycznia – Paszport Polityki w dziedzinie literatury otrzymuje Marek Bieńczyk.
- 20 listopada – ustanowiono nagrodę im. Józefa Mackiewicza.
- 1 października – Tadeusz Różewicz za tom Matka odchodzi otrzymuje nagrodę Nike. W plebiscycie czytelników Gazety Wyborczej zwyciężył również tom Różewicza (53% głosów).

## Rynek książki[7]
- Liczba tytułów wydanych w 2000 roku: 21674.
- Łączny nakład wydanych książek: 102774,2 tys. egz.
- Liczba tytułów dla dorosłych: 3208.
- Liczba tytułów literatury polskiej dla dorosłych: 1694. W tym m.in.:
  - Powieści: 213,
  - Zbiorów opowiadań: 159,
  - Tomików poezji: 862.
- Liczba książek tłumaczonych: 5657. W tym m.in.:
  - z języka angielskiego: 3286,
  - z języka niemieckiego: 828,
  - z języka francuskiego: 314,
  - z języka rosyjskiego: 104.
- Książki z dziedziny literaturoznawstwa: 278, łączny nakład: 186,8 tys. egz.
- Największe nakłady:
  - Jan Twardowski – 137 tys. egz.
  - Stanisław Lem – 74 tys. egz.
  - Joanna Chmielewska – 60 tys. egz.
  - Henryk Sienkiewicz – 54 tys. egz.
  - Gustaw Herling-Grudziński – 48 tys. egz.